# بن مسايب
بن مسايب شاعر جزائري من أصول أندلسية من مواليد بداية القرن16م بمدينة  تلمسان ونظم العديد من القصائد في الغزل والرثاء والمديح الصوفي توفي بين عامي 1768م و 1776م تلمسان

## حياته

### نشأته
هو أبو عبد الله محمد بن مسايب، من عائلة اندلسية استوطنت تلمسان وكان ينظم قصائد الغزل  :
إتجه لنظم قصائد مدح الرسول صلى الله عليه وسلم .

## رى

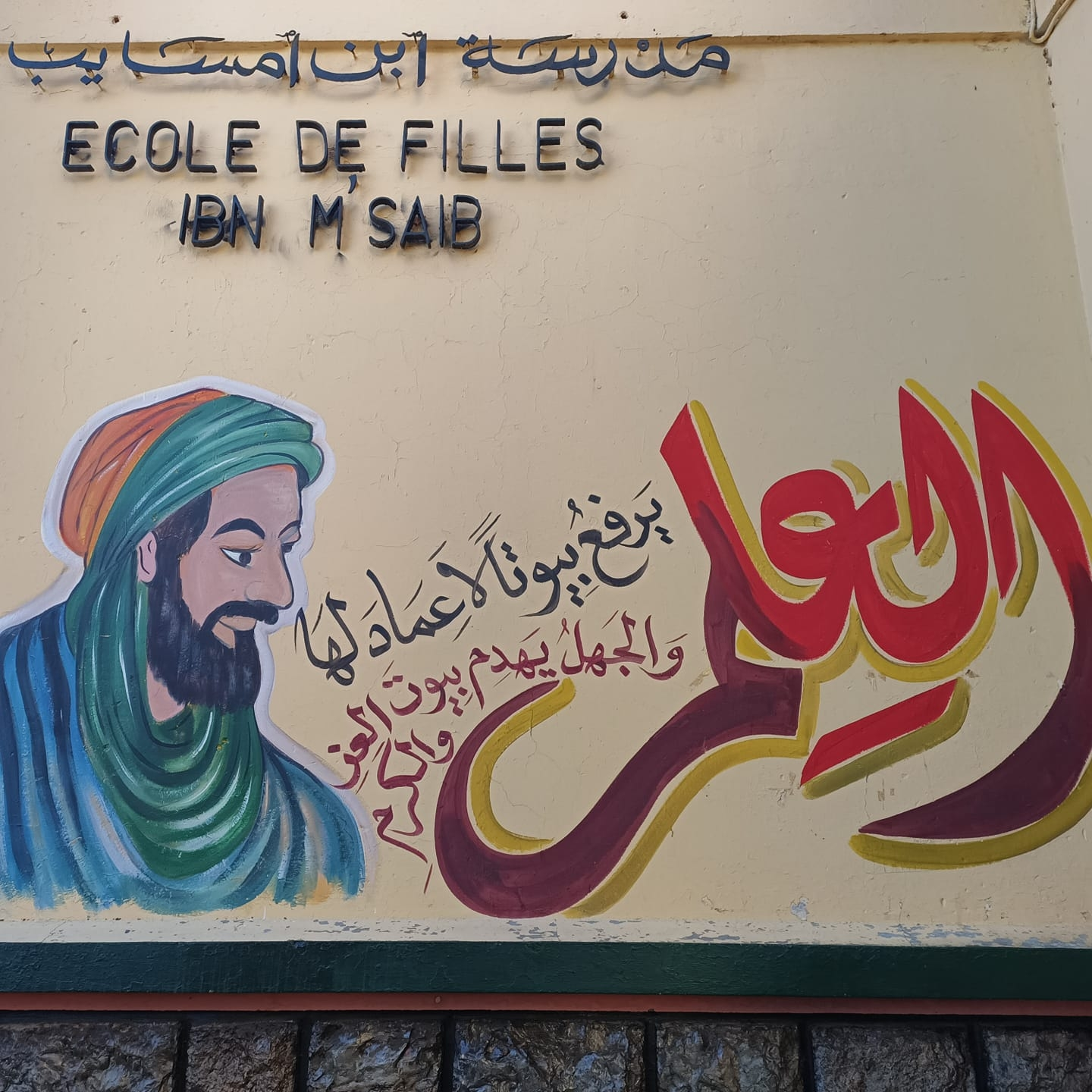

## قصائده
- يا أهل الله
- يا الورشان
- بو علام
- الحرم يا رسول الله
- هاجت بالفكر اشواقي
- أعيت وأنا نذمم
- لك نشكي
- هكذا أراد وقدر
- باسم العظيم الدايم
- زورة يا عاشقين زورة